# رانكو بورزان
رانكو بورزان هو لاعب كرة قدم بوسني في مركز الدفاع، ولد في 25 يوليو 1933 في موستار في البوسنة والهرسك، وتوفي في 2 أبريل 2020. شارك مع منتخب يوغوسلافيا تحت 21 سنة لكرة القدم. أما مع النوادي، فقد لعب مع النجم الأحمر بلغراد وفيليز موستار ونادي أو إف كيه بيوغراد ونادي بارتيزان.